# Bis fünf nach zwölf – Adolf Hitler und das 3. Reich
Bis fünf nach zwölf – Adolf Hitler und das 3. Reich ist ein deutscher Dokumentarfilm, der den Aufstieg der Nationalsozialisten vom Ersten Weltkrieg bis 1933 und die Herrschaft der Nationalsozialisten von 1933 bis 1945 mit der totalen Zerstörung Deutschlands als Resultat zeigt.

## Inhalt
Der Film beginnt mit dem Ersten Weltkrieg und endet 1945. Dabei wurden ausnahmslos Aufnahmen aus dieser Zeit verwendet, die aus Wochenschauen verschiedener Länder stammten. Auch bis dahin unveröffentlichte Szenen über das Privatleben von Adolf Hitler und Eva Braun wurden erstmals gezeigt. Ursprünglich war der Film in eine Rahmenhandlung eingebaut.
Der Off-Kommentar beginnt mit den Worten: „Dieser Film […] ist ein Dokument der Verblendung, die auf ihrem Weg zur Macht ein ganzes Volk und eine ganze Welt ins Unheil riß. Dieser Film schildert den Leidensweg einer Generation, der erst fünf nach zwölf endete.“

## Kontroverse um die Freigabe
Der im Chronos-Studio München produzierte Film wurde, obwohl er dem in der jungen Bundesrepublik verbreiteten Deutungsmuster folgte, die Deutschen als Opfer einer verbrecherischen Nazi-Clique darzustellen, erst nach dreimaliger Prüfung durch die Freiwillige Selbstkontrolle der Filmwirtschaft im Oktober und November 1953 mit der Auflage freigegeben, die Rahmenhandlung zu streichen und bestimmte Schnitte vorzunehmen. Bei diesen Sitzungen waren jeweils hochrangige Ministerialbeamte anwesend, die aus verschiedenen Gründen von der Freigabe abrieten. Franz Rowas, Filmreferent des Auswärtigen Amtes, sah durch den Film die europäische Einigung gefährdet. Carl-Heinz Lüders vom Innenministerium erklärte, das deutsche Volk sei in der Masse für die Demokratie noch nicht reif. Ein Film wie dieser könne wie die Büchse der Pandora wirken.
Der Arbeitsausschuss der FSK hielt den Film jedoch für tragbar, wenn allzu verfängliche Teile geschnitten würden. Am 6. November 1953 gaben die Prüfer die gekürzte Fassung frei.
In der Sitzung des Bundeskabinettes vom 17. November 1953 beklagte sich Bundeskanzler Konrad Adenauer, Bis fünf nach zwölf sei eine versteckte Propaganda für den Nationalsozialismus und gegen die Europäische Verteidigungsgemeinschaft. Eine Aufführung in Deutschland oder gar im Ausland gefährde aufs ernsteste die mühevolle Arbeit von vier Jahren Außenpolitik. Adenauer wollte den Film verboten haben, weil darin ständig Generäle der Wehrmacht mit Hitler zusammen zu sehen und zu hören waren, bis zum für sie „bitteren Ende“, der Befreiung Deutschlands durch die Alliierten. Das störte Adenauers Pläne zur Wiederbewaffnung, für die er ebendiese Personen hofierte.
Am 20. November 1953 wurde der Film in Köln uraufgeführt, unmittelbar danach jedoch von Bundesinnenminister Gerhard Schröder im Einverständnis mit den Innenministern der Länder der Bundesrepublik Deutschland verboten. Die Länderinnenminister, die als einzige nach Polizeirecht ein Aufführungsverbot verfügen konnten, befanden, der Film sei geeignet, „in politisch nicht genügend erfahrenen Kreisen nazistische Bestrebungen wiederzubeleben und dadurch den inneren Frieden in unserem Volke zu zerstören.“ Damit war Bis fünf nach zwölf der erste in der gesamten Bundesrepublik verbotene Film. Am 27. November hob jedoch der scheidende SPD-Senat der Hansestadt Hamburg als letzte Amtshandlung das Verbot auf, kurz danach folgte Bremen.
In der Presse wurde das Verbot kontrovers diskutiert. Die Gegner verwiesen auf die vorherige Prüfung durch die FSK und die bereits durchgeführten Kürzungen. Die grundsätzliche Legitimation eines Filmverbotes wurde jedoch meist nicht in Frage gestellt.
Am 9. Dezember 1953 einigten sich die Länderinnenminister auf eine Aufhebung des Verbotes. Am selben Tag wurde der Film in der zensierten Fassung wieder freigegeben, da der Verleih, die West-Berliner Tempo-Filmvertriebs GmbH, vor Gericht gewonnen hatte. Der Film wurde im allgemeinen Programm der Filmtheater aufgeführt. Als Verleiher fungierte ab 1955 die Asco-Film (Frankfurt, München, Berlin-West).
Bis fünf nach zwölf – Adolf Hitler und das 3. Reich ist das Debüt des Filmproduzenten Wolf C. Hartwig, der später vor allem durch seine Report-Filme für Furore sorgte. Die unzensierte Fassung trug ursprünglich den Titel Bis fünf Minuten nach zwölf.